# Heureta
Heureta é um gênero de traça pertencente à família Agonoxenidae.